# 尹鍾和
尹鍾和（韓語：윤종화，1979年10月22日—），韓國男演員。2015年年中確診患上骨髓癌，及後康復並於2016年復出。

## 演出作品

### 電視劇
- 2008年：KBS《他們的世界》飾演 孫圭民
- 2009年：MBC《寶石拌飯》飾演 劉秉勳
- 2011年：KBS《公主的男人》飾演 全盧傑
- 2012年：MBC《May Queen》飾演 張希文
- 2013年：MBC《歐若拉公主》飾演 姜檢察官
- 2013年：SBS《溫暖的一句話》飾演 羅真哲
- 2015年：MBC《夏娃的愛情》飾演 車建宇
- 2016年：tvN《THE K2》飾演 金錫漢
- 2019年：MBC《異夢》飾演 石田清水
- 2019年：MBC《壞愛情》飾演 韓敏赫

### 電影
- 2011年：《看不見的愛》飾演 閔泰植
- 2015年：《江南1970》飾演 華尚

## 外部連結
- 尹鍾和在NAVER上的资料
- 尹鍾和在韩国电影数据库（KMDb）上的資料（韓語）
- 尹鍾和在互联网电影资料库（IMDb）上的資料（英文）
- 尹鍾和在HanCinema的頁面（英文）